# Liste der Naturdenkmäler in Franzensfeste
Die Liste der Naturdenkmäler in Franzensfeste (italienisch Fortezza) enthält die fünf als Naturdenkmal ausgewiesenen Objekte auf dem Gebiet der Gemeinde Franzensfeste in Südtirol.
Basis ist das im Internet einsehbare offizielle Verzeichnis der Naturdenkmäler in Südtirol (Stand: 23. Januar 2015). Dabei kann es sich um botanische, geologische oder hydrologische Naturdenkmäler handeln. Die Reihenfolge in dieser Liste orientiert sich an der ID, alternativ ist sie auch nach dem Namen sortierbar.

## Liste
| Foto |                 | Name                               | Standort                     | Beschreibung                            |
| ---- | --------------- | ---------------------------------- | ---------------------------- | --------------------------------------- |
| BW   | Datei hochladen | Puntleider See ID: 020_G01         | 46° 48′ 23″ N, 11° 30′ 14″ O | Hydrologisches Naturdenkmal: See        |
| BW   | Datei hochladen | Unteres Mösl ID: 020_G02           | 46° 49′ 4″ N, 11° 30′ 2″ O   | Hydrologisches Naturdenkmal: Niedermoor |
| BW   | Datei hochladen | Oberes Mösl ID: 020_G03            | 46° 49′ 7″ N, 11° 29′ 38″ O  | Hydrologisches Naturdenkmal: Niedermoor |
| BW   | Datei hochladen | Tatschmoos ID: 020_G04             | 46° 48′ 33″ N, 11° 29′ 59″ O | Hydrologisches Naturdenkmal: Niedermoor |
| BW   | Datei hochladen | Puntleider Wasserfälle ID: 020_G05 | 46° 49′ 5″ N, 11° 31′ 42″ O  | Hydrologisches Naturdenkmal: Wasserfall |

| Foto: | Fotografie des Naturdenkmals. Klicken des Fotos erzeugt eine vergrößerte Ansicht. Daneben finden sich zwei Symbole: |
| ID    | Identifikator bei der Abteilung Natur, Landschaft und Raumentwicklung der Südtiroler Landesverwaltung               |